# 洪英植
洪 英植（ホン・ヨンシク、朝: 홍영식、1856年2月5日（1855年旧暦12月29日） - 1884年12月7日（1884年旧暦10月20日））は、李氏朝鮮の政治家。本貫は南陽洪氏。字は仲育、号は琴石。諡号は忠愍公。

## 人物
領議政を務めた洪淳穆の次男。朴珪寿の門人で、1873年に科挙の文科に及第し、1880年に正三品に昇進した。1881年に「紳士遊覧団」の一員として日本を視察し、9月に帰国した後、日本陸軍の構成、規則、操典などに関する報告書を提出。11月に副経理統理機務衙門事、1882年に参議交渉通商事務となり、1883年1月に従二品に昇進、6月に報聘使の副使として渡米、12月に兵曹参判、1884年3月に郵征摠弁となり、近代郵便制度の整備に当たった。
その一方で金玉均らと急進開化派を形成。1884年10月には甲申政変で清を後ろ盾とする閔氏政権の打倒を図り、昌徳宮を占領して新政府樹立を目指したが、清軍の介入により処刑された。